# Ева (филм из 1983)
Ева је југословенски филм из 1983. године. Режирао га је Франци Слак а сценарио је написала Ана Рајх.

## Улоге
| Глумац           | Улога |
| ---------------- | ----- |
| Деметер Битенц   |       |
| Јанез Бончина    |       |
| Миранда Цахарија | Ева   |
| Марко Дерганц    |       |
| Томислав Готовац |       |
| Мајда Грбац      |       |
| Ерланд Јосефсон  |       |
| Катја Клеменц    |       |